# 能力需求计划
广义的能力需求计划分为粗能力计划（RCCP，又被成为产能负荷分析）和细能力计划（CRP，又被称为能力计划）。
粗能力计划是指在闭环MRP设定完毕主生产计划后，通过对关键工作中心生产能力和计划生产量的对比，判断主生产计划是否可行。
细能力计划是指在闭环MRP通过MRP运算得出对各种物料的需求量后，计算各时段分配给工作中心的工作量，判断是否超出该工作中心的最大工作能力，并做出调整。通过制定切实可行的生产计划，并能尽早发现生产活动的瓶颈所在，提出合理的解决方案，实现均衡生产与快捷生产。

粗能力计划和细能力计划的主要区别：
- 参与闭环MRP计算的时间点不一致，粗能力计划在主生产计划确定后即参与运算，而细能力计划是在物料需求计划运算完毕后才参与运算。[1]
- 粗能力计划只计算关键工作中心的负荷，而细能力计划需要计算所有工作中心的负荷情况。
- 粗能力计划计算时间较短，而细能力计划计算时间长，不宜频繁计算、更改。

## 外部連結
1. ↑   (PDF).   [2021-11-19]. （原始内容存档 (PDF)于2022-01-24）.